# Aleksandar Zankow

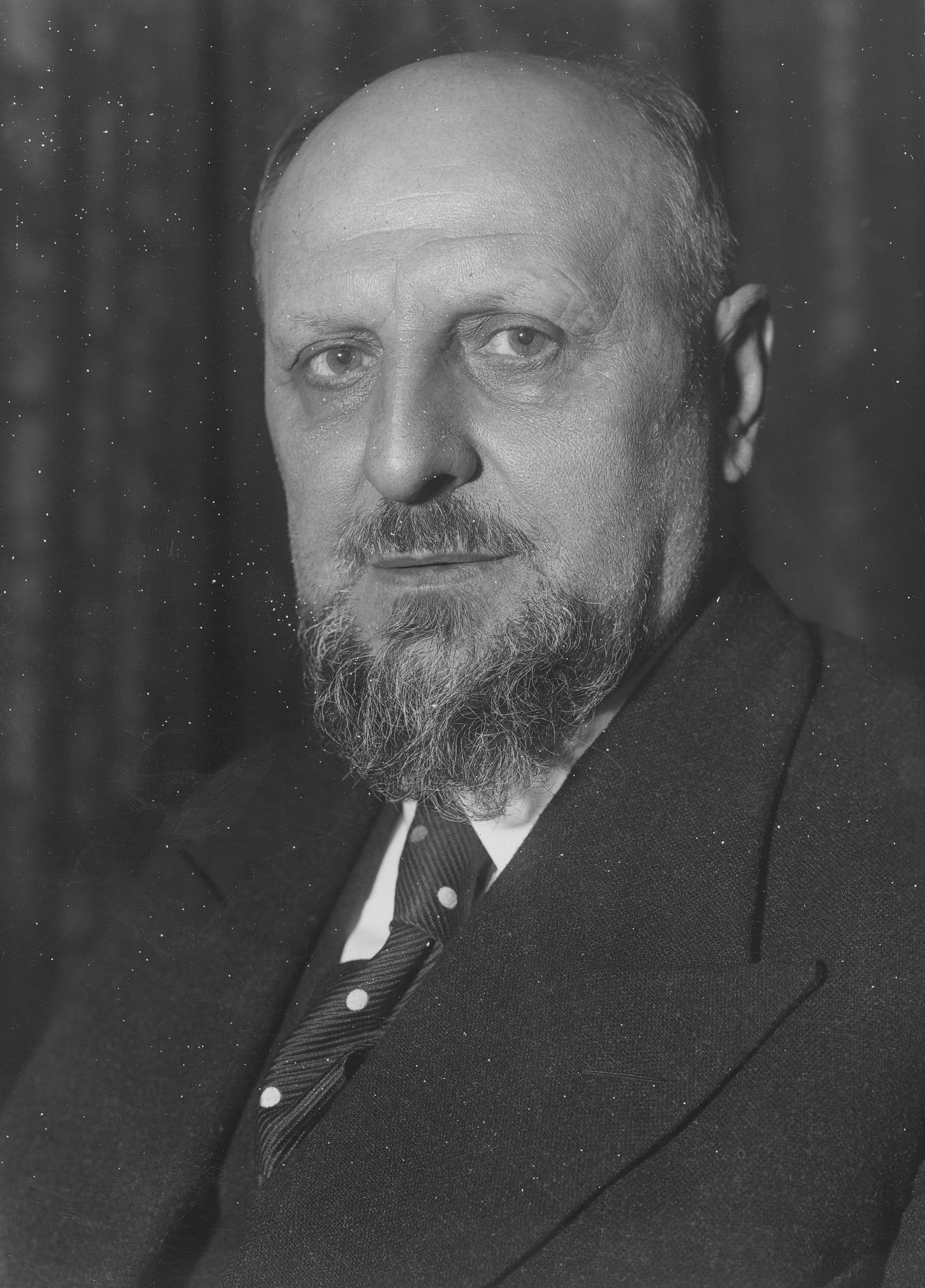
Aleksandar Zankow

Aleksandar Zolow Zankow (Bulgarisch: Александър Цолов Цанков; * 29. Juni 1879 in Orjachowo; † 27. Juli 1959 in Belgrano, Argentinien) war ein bulgarischer Politiker und Ministerpräsident.

## Biographie

### Studium und berufliche Laufbahn
Nach der Schulausbildung in Russe absolvierte er zunächst von 1901 bis 1904 ein Studium der Rechtswissenschaften an der St.-Kliment-Ohridski-Universität Sofia. Im Anschluss daran studierte er bis 1907 Volkswirtschaftslehre an der Ludwig-Maximilians-Universität München, der Universität Breslau sowie der Friedrich-Wilhelms-Universität zu Berlin.
Nach Abschluss seines Studiums war er zunächst einige Jahre Angestellter der Nationalbank, ehe er 1910 zum Professor für Politische Ökonomie an die St.-Kliment-Ohridski-Universität Sofia berufen wurde.

### Ministerpräsident von 1923 bis 1926
Zankow begann seine politische Laufbahn 1923 mit der Wahl zum Abgeordneten der Nationalversammlung, der er bis 1934 angehörte.
Bereits im Frühsommer 1923 nahm er als Vorsitzender der Demokratischen Eintracht eine führende Rolle beim Staatsstreich gegen den zunehmend diktatorisch regierenden Ministerpräsidenten Aleksandar Stambolijski ein. Am 9. Juni 1923 wurde er als dessen Nachfolger zum Ministerpräsidenten Bulgariens ernannt. Zu Beginn seiner Regierungszeit war er zugleich bis zum 10. Juni 1923 einen Tag lang Verteidigungs- und Außenminister. Danach übernahm er vom 10. Juni 1923 bis zum Ende seiner Amtszeit das Amt des Ministers für Nationale Erziehung.
Seine bis zum 4. Januar 1926 dauernde Amtszeit war durch tiefe innere Unruhen und Streitigkeiten mit der Bulgarischen Kommunistischen Partei (BKP) geprägt, die Zankow gnadenlos unterdrückte. Dies begann schon wenige Monate nach dem Putsch gegen Stambolijski mit einem Septemberaufstand, der blutig niedergeschlagen wurde. Schlussendlich verhängte Zankow nach einem Attentat auf Zar Boris III. und dem Bombenanschlag auf die Sweta-Nedelja-Kathedrale in Sofia 1925 das Kriegsrecht und erließ ein Verbot gegen die Kommunistische Partei.
Ebenfalls 1925 kam es wegen Grenzstreitigkeiten zu einer Invasion griechischer Truppen, die kurz darauf vom Völkerbund verurteilt wurden. Dennoch befand sich Bulgarien aufgrund dieser Ereignisse in einer Staatskrise aufgrund der hohen Staatsverschuldung.
Nachdem es Zankow nicht gelungen war, ausländische Kredite zur Überwindung der Staatskrise zu erhalten, wurde er am 4. Januar 1926 als Ministerpräsident durch Andrei Ljaptschew abgelöst.

### Parlamentspräsident, Nationalsozialismus und Zeit des Zweiten Weltkrieges
Im Anschluss an den Machtverlust zog er sich für einige Jahre aus dem politischen Rampenlicht zurück, war aber vom 5. Januar 1926 bis zum 15. Mai 1930 Präsident der Nationalversammlung.
Erst am 15. Mai 1930 wurde er von seinem Nachfolger als Ministerpräsident Ljaptschew zum Minister für Nationale Erziehung in dessen Kabinett berufen und verblieb in diesem Amt bis zum Ende von Ljaptschews Amtszeit am 29. Juni 1931.
In den folgenden Jahren entwickelte er eine zunehmende Bewunderung für die Ideologie des Faschismus und wurde bald zu einem Unterstützer von Adolf Hitler. Bereits 1932 begründete er eine eigene Nationale Bewegung, die eine weitgehende Kopie der Nationalsozialistischen Deutschen Arbeiterpartei (NSDAP) war. Allerdings spielte die Bewegung trotz der weiteren Unterstützung der damaligen Regierung eine untergeordnete Rolle im politischen Leben Bulgariens, da in späteren Jahren der Bund der Bulgarischen Nationalen Legionen (Съюз на Българските Национални Легиони, SBNL) als offizieller Unterstützer der pro-deutschen Regierungen angesehen wurde. Darüber hinaus erhielt seine Bewegung nicht die Unterstützung der vorherrschenden rechts-autoritären, überwiegend aus Offizieren bestehenden Organisation ZVENO.
Nach der Ermordung des Vorsitzenden der SBNL, General Christo Lukow, am 13. Februar 1943 wuchs jedoch sein Einfluss innerhalb der bulgarischen Nationalsozialisten. Dies war letztlich auch der Grund dafür, dass er 1944 zum Ministerpräsidenten einer im deutschen Exil befindlichen Regierung wurde.
Nach dem Zweiten Weltkrieg floh er nach Argentinien und überlebte als einer der wenigen Politiker der Zwischenkriegszeit die Terrorwelle während der kommunistischen Machtergreifung in Bulgarien.
Zankow verstarb am 27. Juli 1959 in Belgrano (Buenos Aires).